# Will Sampson
Will Sampson (Okmulgee, Oklahoma, 1937 - Houston, Texas, 1987) era un actor cinematogràfic d'ètnia creek, conegut per papers secundaris com els de "Chief Bromden" a One Flew Over the Cuckoo's Nest de Milos Forman i "Taylor el xamà" a Poltergeist II. També ha participat en alguns telefilms. Va morir després d'una operació de ronyó, provocada per malnutrició, segons alguns, després del rodatge de Poltergeist II.

## Filmografia
- Poltergeist II - The Other Side (1986)
- Orca, la balena assassina (Orca) (1977)
- The White Buffalo (1977)
- Buffalo Bill and the Indians o Sitting Bull's History Lesson (1976)
- Algú va volar sobre el niu del cucut (1975) de Milos Forman

## Televisió
- Vega$ - (1978-1981)